# Temporada 2010 del Campeonato de Europa de Rally
La temporada 2010 fue la edición 58º del Campeonato de Europa de Rally. Comenzó el 22 de abril en el Rally 1000 Miglia y finalizó el 30 de octubre en el Rallye International du Valais.

## Calendario
| N.º | Fecha            | Rally                               | Superficie | Series | Info.      |
| --- | ---------------- | ----------------------------------- | ---------- | ------ | ---------- |
| 1   | 22–24 de abril   | 34.º Rally 1000 Miglia              | Asfalto    |        | Resultados |
| 2   | 14–16 de mayo    | 37.º Croatia Delta Rally            | Asfalto    |        | Resultados |
| 3   | 4–6 de junio     | 67.º Rally Poland                   | Tierra     |        | Resultados |
| 4   | 24–26 de junio   | 46.º Belgium Ypres Westhoek Rally   | Asfalto    | IRC    | Resultados |
| 5   | 23–25 de julio   | 39.º Bosphorus Rally                | Tierra     |        | Resultados |
| 6   | 5–7 de agosto    | 51.º Rally Vinho da Madeira         | Asfalto    | IRC    | Resultados |
| 7   | 27–29 de agosto  | 40.º Barum Rally Zlín               | Asfalto    | IRC    | Resultados |
| 8   | 9–11 septiembre  | 47.º Rally Príncipe de Asturias     | Asfalto    |        | Resultados |
| 9   | 1–3 de octubre   | 34.º ELPA Rally                     | Tierra     |        | Resultados |
| 10  | 15–17 de octubre | 45.º Rallye Antibes Côte d'Azur     | Asfalto    |        | Resultados |
| 11  | 28–30 de octubre | 51.º Rallye International du Valais | Asfalto    |        | Resultados |

## Resultados

### Campeonato de pilotos
| Pos. | Piloto            | ITA | CRO | POL | BEL | TUR | POR | CZE | ESP | GRE | FRA | SUI | Puntos |
| ---- | ----------------- | --- | --- | --- | --- | --- | --- | --- | --- | --- | --- | --- | ------ |
| 1    | Luca Rossetti     | 1   | 1   | 3   |     | 1   | Ret |     |     |     |     | 1   | 195    |
| 2    | Antonín Tlusťák   | 10  | 5   |     | Ret |     |     | 2   | 2   | 2   | 3   | 3   | 140    |
| 3    | Michał Sołowow    |     |     | 2   | 2   |     |     |     |     | Ret | 2   | Ret | 112    |
| 4    | Luca Betti        | 6   | 2   | Ret | 3   | Ret |     |     |     |     | 1   | Ret | 102    |
| 5    | Maciej Oleksowicz | 11  | 4   | 4   | 5   | Ret |     | 5   |     | Ret | 4   |     | 91     |
| 6    | Corrado Fontana   | 7   | 3   | Ret | 4   | Ret | 2   | Ret | Ret |     |     |     | 78     |
| 7    | Szymon Ruta       |     |     | Ret |     | 2   |     |     |     | 4   | 5   | Ret | 60     |
| 8    | Jurij Protasow    | 13  | Ret | Ret | Ret | Ret |     | Ret |     | 1   | 6   |     | 51     |
| 9    | Jan Černý         | 12  | 7   |     | Ret |     |     | 4   |     | 3   |     | Ret | 39     |

### Campeonato 2WD
| Pos. | Piloto    | ITA | CRO | POL | BEL | TUR | POR | CZE | ESP | GRE | FRA | SUI | Puntos |
| ---- | --------- | --- | --- | --- | --- | --- | --- | --- | --- | --- | --- | --- | ------ |
| 1    | Jan Černý | 28  | 46  |     | 5   |     |     | 37  |     | 39  |     | Ret | 155    |